# Aline Campos
Aline Campos da Silva, anteriormente conhecida como Aline Riscado (Rio de Janeiro, 12 de outubro de 1987), é uma modelo, atriz, apresentadora e dançarina brasileira. Iniciou sua carreira em 2011, como Bailarina no Domingão do Faustão, integrando o balé até 2014, até ganhar projeção nacional como Verão, a garota propaganda da cerveja Itaipava.
Seu primeiro trabalho como atriz na TV, foi no sitcom Vai que Cola e nos cinemas com a comédia blockbuster Os Farofeiros em 2018.

## Filmografia

### Televisão
| Ano            | Título              | Papel            | Notas                        |
| -------------- | ------------------- | ---------------- | ---------------------------- |
| 2011-2014      | Domingão do Faustão | Bailarina        |                              |
| 2015           | CQC (Brasil)        | Repórter         |                              |
| 2015-19 / 2024 | Vai que Cola        | Susan Guimarães  | [ 4 ]                        |
| 2016           | Pânico na Band      | Apresentadora    | [ 5 ]                        |
| 2017           | Os Trapalhões       | Bruxa            | Episódio: "3"                |
| 2018           | Dra. Darci          | Pâmela           | Episódio: "Dieta em Família" |
| 2019           | Topíssima           | Luciana Silveira | Episódio: "21 de maio"       |
| 2019           | Cinema Café         | Brigitte         |                              |
| 2020           | Matches             | Bruna Alves      |                              |
| 2019-20        | Homens?             | Ipanema          |                              |
| 2021           | Amor de Mãe         | Vera (Verão)     | Episódio: "18 de março"      |
| 2022           | Hey Ho!             | Apresentadora    |                              |
| 2024           | Segue o Baile       | Apresentadora    |                              |
| 2024           | Homens Difíceis     | Domênica         |                              |
| ASA            | A Moira             | Moira de Copas   |                              |
| ASA            | Entre Abismos       | Marina           |                              |
| ASA            | Invertidx           | Laura            |                              |

### Cinema
| Ano  | Título                | Papel      | Notas  |
| ---- | --------------------- | ---------- | ------ |
| 2018 | Os Farofeiros         | Ellen      | [ 9 ]  |
| 2023 | Um Dia Cinco Estrelas | Manuella   | [ 10 ] |
| 2023 | O Porteiro            | Dona Aline |        |
| 2024 | Os Farofeiros 2       | Ellen      |        |
| 2024 | Férias Trocadas       | Suellen    | [ 11 ] |
|      | Operação Unfollow     | Kika       |        |